# Sonnenkrieg Division
Pour les articles homonymes, voir SKD.
La Sonnenkrieg Division (SKD, en français : « Division de la guerre du soleil ») est une organisation néonazie, accélérationniste et ésotérique britannique fondée en 2018 par Andrew Dymock. Elle cesse d'être active à partir de décembre 2020.
L'organisation est officiellement classée comme terroriste par le Royaume-Uni en février 2020 et par l'Australie en mars 2021.

## Histoire
En 2017, Andrew Dymock fonde le System Resistance Network, une ramification de la National Action. Il en est expulsé en février 2018 après avoir manifesté des tendances satanistes liées à l'Ordre des neuf angles (O9A). Il fonde alors la Sonnenkrieg Division,,.
Décrite par son fondateur comme « la Division Atomwaffen avec moins d'armes », la SKD partage avec cette dernière une esthétique et une idéologie similaires, bien qu'elles fonctionnent séparément et ne soient pas officiellement liées par une structure de commandement commune. La SKD s'inscrit dans un réseau accélérationniste mondial interconnecté, aux côtés de la Division Atomwaffen, la Feuerkrieg Division et La Base. Elle partage avec la Division Atomwaffen le propagandiste Dark Foreigner. Elle cesse d'être active à partir de décembre 2020.
L'organisation est officiellement classée comme terroriste par le Royaume-Uni en février 2020 et par l'Australie en mars 2021. Elle devient ainsi la première organisation d'extrême droite à être désignée terroriste en Australie,,.

## Idéologie
La SKD est d'idéologie néonazie et accélérationniste. Ses membres promeuvent un nazisme ésotérique et un occultisme violent, appelant publiquement à commettre des actes terroristes afin de détruire une société moderne jugée irrécupérable,. Le groupe anticipe et appelle à une guerre raciale. Il appelle également à l'éradication des populations juives et LGBTQ+.

L'un des symboles de l'O9A.

Ses membres adhèrent à l'idéologie dite de l'« ordre universel » du néonazi James Mason et de son ouvrage Siege et glorifient ainsi Charles Manson,. Ils adhèrent également à l'idéologie accélérationniste de l'Ordre des neuf angles. Tout comme l'O9A, la SKD encourage des rituels transgressifs comme les sacrifices d'animaux et l'automutilation. La SKD promeut également le viol, la pédophilie, la sodomie et le meurtre. Quatre membres ont été arrêtés pour incitation au viol et à la pédophilie ou pour possession d'images pédopornographiques.
La SKD promeut le djihad blanc.

## Composition
En 2018, ce groupe compte environ 10 à 15 membres répartis en Europe, exclusivement des hommes âgés de 16 à 24 ans.

## Arrestations et poursuites judiciaires
Andrew Dymock, fondateur et chef du groupe, est arrêté en juin 2018 en possession de plusieurs artefacts extrémistes alors qu'il tentait de se rendre aux États-Unis pour rencontrer le néonazi James Mason.
En décembre 2018, trois individus soupçonnés d'appartenir à Sonnenkrieg Division sont arrêtés en Angleterre pour avoir encouragé le meurtre du prince Harry, après son mariage avec Meghan Markle, le qualifiant de « traître à la race » en raison du métissage de Markle, ; glorifié le tueur de masse Anders Breivik et promu la violence contre les femmes blanches en couple avec des hommes non-blancs. Deux d'entre eux plaident coupable d'infractions liées au terrorisme. Ils sont condamnés en juin 2019.
En février 2019, un membre de 18 ans est arrêté en possession d'instructions pour la fabrication de bombes et d'armes à feu, et condamné à quatre ans de prison.
En juin 2019, deux membres, de 17 et 18 ans, sont condamnés respectivement à une ordonnance de détention et de formation de 18 mois ; et à quatre ans et trois mois de prison pour incitation au terrorisme et possession de documents terroristes, notamment des instructions de fabrication de bombes. Le même mois, un membre de 16 ans est arrêté et plaide coupable de 14 infractions liées au terrorisme. Il est condamné à deux ans de prison avec sursis.
En septembre 2019, un membre de la Sonnenkrieg Division est condamné à quatre ans de prison pour possession de documents utiles aux terroristes. En juillet 2020, il reçoit une peine supplémentaire de huit mois pour possession d'images pédopornographiques et de « pornographie extrême (en) ».
Dymock est à nouveau arrêté en décembre 2020 et condamné à sept ans de prison pour multiples chefs d'accusation, dont incitation au terrorisme et diffusion de publications terroristes.